# ProSpecieRara
ProSpecieRara est une fondation suisse pour la diversité patrimoniale et génétique liée aux animaux et aux végétaux. 
Cette fondation à but non lucratif existe depuis 1982 afin de préserver les nombreuses espèces et races présentes en Suisse. Elle intervient auprès des éleveurs, des cultivateurs et des distributeurs pour les sensibiliser et mettre en œuvre des projets de conservation. C'est la plus grande organisation de défense d'anciennes variétés d'Europe.

## Actions
En 2009, l'Office fédéral de l'agriculture a interdit la commercialisation de cinq variétés de pommes de terre à PSR, du fait que ces dernières ne remplissaient pas les critères de sécurité (résistance aux maladies) et de qualité.
Depuis 2012 (et depuis 2014 en Suisse romande), l'association organise l'opération Tomates urbaines (en allemand Stadt-Tomaten) qui propose aux citoyens de cultiver gratuitement 20 variétés de tomates en voie de disparition. Chaque année, au mois de mars, il est possible de s'inscrire gratuitement sur le site de l'opération. Les personnes intéressées choisissent la variété qui les intéressent et reçoivent en retour un sachet d'une douzaine de graines avec un petit mode d'emploi. Les participants ne s'engagent qu'à redistribuer gratuitement une partie des graines de leur production à leurs proches. Plusieurs manifestations sont organisées autour de cette opération : concours de photo, distribution de graines et ateliers pratiques sur les marchés locaux, ou encore présence sur les médias sociaux. En 2014, l'opération a cependant connu plusieurs petits ratés répertoriés par l'émission « On en parle » de la La Première (radio suisse) du 22 juillet.

### Récompense
En juin 2021, ProSpecieRara reçoit le Prix Schulthess des jardins décerné par Patrimoine Suisse. La Fondation est ainsi honorée pour son œuvre de préservation d'espèces et de variétés traditionnelles, ainsi que pour son engagement avec des institutions et des professionnels qui aboutit à une prise de conscience ancrée dans la population.

## Animaux

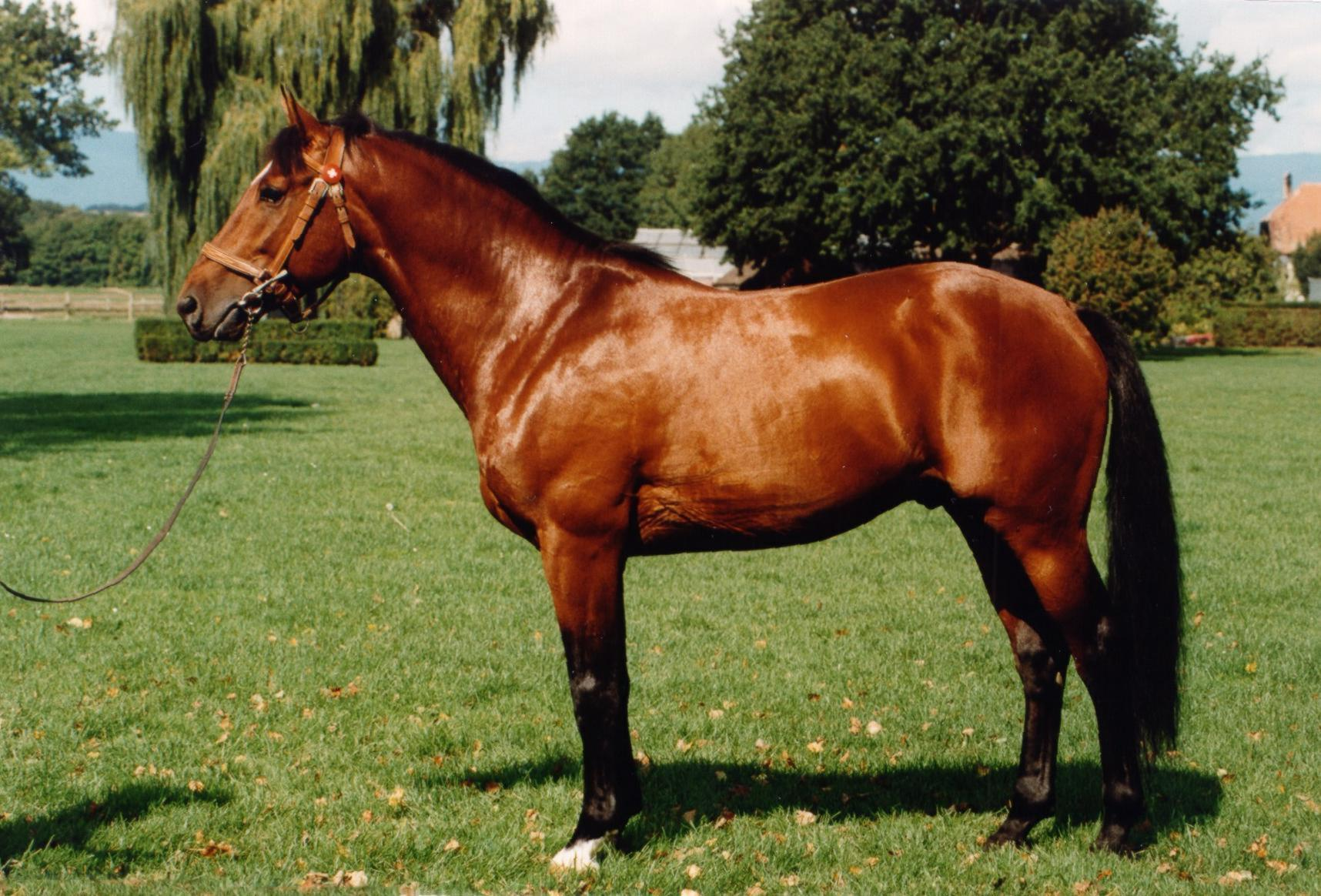
Népal, étalon franches-montagnes.

Plusieurs races et espèces indigènes d'animaux font l'objet d'une surveillance de la part de Pro Specie Rara  : 
- Abeille ligustica
- Abeille suisse du pays (Apis mellifera mellifera)
- Cheval des Franches-Montagnes
- Chèvre bottée
- Chèvre à Col-Noir du Valais
- Chèvre grise
- Chèvre Paon
- Chèvre grisonne à raies
- Chèvre d'Appenzell
- Bouvier appenzellois
- Mouton d'Engadine
- Mouton miroir
- Mouton des Grisons
- Mouton roux du Valais
- Skudde
- Porc laineux
- Vache d'Évolène (proche de la vache d'Hérens)
- Vache grise rhétique
- Canard de Poméranie
- Oie de Diepholz
- Poule barbue d'Appenzell
- Poule huppée d'Appenzell
- Poule suisse

## Végétaux
Les végétaux sont également menacés. La liste complète est disponible sur le site de Pro Specia Rara.